# Turó de l'Avellana
El Turó de l'Avellana és una muntanya de 717 metres que es troba entre els municipis de Castellolí, Piera i la Pobla de Claramunt, a la comarca de l'Anoia.
Al cim podem trobar-hi un vèrtex geodèsic (referència 278117001) i una torreta de guaita del departament d'Interior de la Generalitat de Catalunya; (codi I-201).